# Терещенко Георгій Іванович
Георгій Іванович Терещенко (1929–1996) — український радянський історик, педагог, професор.

## Біографія
Георгій Іванович Терещенко народився 1 травня 1929 року. В 1952 році закінчив історичний факультет Одеського державного педагогічного інституту імені К. Д. Ушинського.
Потім працював в Одеському окружному будинку офіцерів, у вишах м. Одеси.
В 1961—1965 роках працював заступником начальника Одеського обласного управління професійно — технічної освіти.
В 1967 році захистив дисертацію на здобуття наукового ступеня кандидата історичних наук. В 1977 році захистив докторську дисертацію. В 1980 році присвоєно вчене звання професора.
Протягом 20 років працював в Одеському медичному інституту імені М. І. Пирогова. Пройшов шлях від старшого викладача до завідувача кафедри.
Одинадцять років очолював кафедру історії Одеської державної академії харчових технологій. Керував аспірантурою.
Помер у 1996 році в м. Одеса. В Одеській академії харчових технологій навчально-методичному кабінету історії та культурології присвоєно ім'я Г. І. Терещенка.

## Наукова робота
Протягом багатьох років був членом Спеціалізованої Вченої ради з захисту кандидатських дисертації з історії в Одеського державному університеті імені І. І. Мечникова.
Підготував 10 кандидатів історичних наук. Серед його учнів професор Сухотеріна Л. І. Є автором 250 опублікованих наукових та науково-методичних праць, серед яких 15 монографій.

### Праці
- Политико — воспитательная работа среди учащихся. — М., 1965. — 28 с.
- О социальной значимости подготовки учителей истории//Повышение эффективности подготовки учителей истории без отрыва от производства: Тезисы выступлений Всесоюзной научно-методической конференции. — М. — Одесса, 1990. — С. 63 — 64.
- Національна концепція історії України в «Історії Русів»//Філософія. Менталітет. Освіта: Матеріали міжнародної науково-теоретичної конференції. — Одеса, 1995. — С. 46.